# Onthophagus mucronatus
Onthophagus mucronatus es una especie de insecto del género Onthophagus, familia Scarabaeidae, orden Coleoptera.

## Historia
Fue descrita científicamente por Thomson en 1858.